# یان تیمانت
یان تیمانت (استونیایی: Jaan Teemant; ۲۴ سپتامبر ۱۸۷۲ – ۲۳ ژوئیهٔ ۱۹۴۰) سیاستمدار اهل استونی بود. وی رئیس دولت استونی از سال ۱۹۲۵ تا ۱۹۲۷ و ۱۹۳۲ بوده‌است.